# SpVgg 1908 Reichenbach
SpVgg 1908 Reichenbach was een Duitse voetbalclub uit Reichenbach im Eulengebirge, dat sinds 1945 het Poolse Dzierżoniów is.

## Geschiedenis
De club werd in 1908 opgericht. In 1920 speelde de club voor het eerst in de  Neder-Silezische competitie, een van de competities van de Zuidoost-Duitse voetbalbond. De club werd tweede achter ATV Liegnitz. In 1922 werd de club derde. Na twee mindere seizoenen werd de club tweede in zijn groep en na 1925 werd de club overgeheveld naar de nieuwe Berglandse competitie. In 1927 eindigde de club samen met SV Preußen Glatz en VfR 1915 Schweidnitz eerste en speelde een extra eindronde voor de titel, waar ze beide wedstrijden verloren. De volgende jaren eindigde de club steevast in de middenmoot.
Na seizoen 1932/33 werd de competitie in Duitsland grondig geherstructureerd. De Zuidoost-Duitse bond werd ontbonden en de competities vervangen door de Gauliga Schlesien. De clubs uit de Berglandse competitie werden niet sterk genoeg bevonden om zich hiervoor te kwalificeren. Door de plaats in de middenmoot plaatste de club zich ook niet voor de Bezirksliga Mittelschlesien, maar moesten ze in de Kreisklasse gaan spelen, de derde klasse.
De club werd meteen kampioen en nam deel aan de eindronde om te promoveren. De club versloeg SV Preußen Waldenburg-Altwasser maar verloor dan in de finale van RSV Hertha Münsterberg. Het volgende seizoen wist de club wel promotie af te dwingen. De volgende jaren eindigde de club in de lagere middenmoot. In 1939 werd de club laatste, maar werd van degradatie gespaard doordat de competitie het volgende seizoen in twee reeksen gesplitst werd. Tijdens het seizoen 1940/41 trok de club zich terug uit de competitie.
Na het einde van de oorlog werd Reichenbach een Poolse stad. De Duitsers werden verdreven en alle Duitse voetbalclubs werden ontbonden.